# Aya (Green Lantern)
Aya es una superheroína ficticia que aparece en diversos medios publicados por DC Comics. Apareció por primera vez en el episodio Beware My Power de Linterna Verde: La serie animada.

## Biografía ficticia
Aya es una inteligencia artificial creada por Scar como una alternativa empática a los Manhunters. Scar creó una computadora extremadamente avanzada, pero no estaba satisfecha con su falta de inteligencia social, por lo que la infundió con un fragmento de una entidad dentro de la batería central de los Green Lanterns. Sin embargo, debido a esto, Aya desarrolló una conciencia con su curiosidad y libre albedrío, lo que llevó a Aya a transferir datos sin el permiso de Scar. Cuando fue descubierta, Aya le preguntó a Scar por qué esta no estaba cumpliendo sus compromisos con los otros guardianes. Esto condujo a una breve lucha de poder dentro del laboratorio de Scar. La lucha por el poder resultó en que Scar borrara la memoria de Aya y Aya fuera instalada en el Interceptor como su IA. Capaz de interactuar con otras máquinas, la conciencia de Aya resurge cuando comienza a considerarse una Linterna Verde mientras desarrolla sentimientos por Razer.
En el episodio Cold Fury, después de que le rompieran el corazón, Aya apaga sus emociones para destruir al Antimonitor, arrancando la cabeza de su cuerpo para posteriormente poder unirse ella a él. Luego, empuñando el cuerpo del Antimonitor y vencida por su persuasión coercitiva, y declarando que su antiguo equipo no se preocupa por ella ni por los de su especie, Aya, sin emociones, toma el control de los Manhunters antes de partir para viajar de regreso al Big Bang, para que de ese modo el universo se desarrolle sin seres emocionales. Como un ser vivo genuino, Aya nunca pudo sellar por completo sus emociones e hirió gravemente a Razer, cuando su ataque "fallido" durante el uso de la estrategia de pelear y hablar de Jordan la curó de la persuasión coercitiva del cuerpo Anti-Monitor. Dado que los Manhunters seguían siendo una amenaza, además de que cada uno poseía una copia de su codificación, Aya libera un virus para eliminar todas las versiones del programa Aya, incluida ella misma. Razer le ruega que no lo deje, pero ella responde que siempre estará con él, antes de desaparecer.

## Otros medios
- Más tarde, Aya apareció en la continuidad de Nueva Tierra en Green Lantern (vol. 4) #65 (2011), desempeñando un papel similar aunque sin un cuerpo físico.
- Aya apareció en el número 2 del cómic tie-in de Smallville, Smallville: Lantern.[2]
- Aya apareció también en el episodio de Justice League Action Barehanded (2018), de nuevo con la voz de Grey DeLisle. Al igual que su contraparte de la Nueva Tierra, no tiene cuerpo físico.
- Aya fue mencionada una vez más por Razer en el episodio Encounter Upon the Razor's Edge! de la serie animada Young Justice.[3]